# Diario di una schiappa (film 2010)
Diario di una schiappa (Diary of a Wimpy Kid) è un film del 2010 diretto da Thor Freudenthal.
Il soggetto è basato sul libro omonimo di Jeff Kinney. Il film, primo della serie omonima, vede protagonisti Zachary Gordon e Robert Capron. Anche Devon Bostick, Rachael Harris, Steve Zahn e Chloë Grace Moretz hanno ruoli secondari. 
È l'unico film della serie diretto da Freudenthal, che è stato sostituito da David Bowers per il resto della serie.

## Trama
Gregory Heffley, detto Greg, un piccolo undicenne che combatte costantemente con il fratello adolescente Rodrick e il fratello minore Manny, è in apprensione per l'inizio della scuola media. Il suo primo giorno, scopre rapidamente gli alti e bassi, come le porte della stalla mancanti nel bagno dei ragazzi e le difficoltà di ottenere un posto a sedere durante il pranzo. Durante la lezione di educazione fisica, lui e il suo migliore amico Rowley Jefferson fuggono da un gioco di gladiatori e scoprono un pezzo di formaggio ammuffito sul campo da basket di cui Chirag Gupta, un loro compagno di classe, gli racconta la storia: anni prima il formaggio apparve misteriosamente nel campo, e non essendo mai stato rimosso si ammuffì sempre di più, fino a creare (secondo gli studenti) la "Formaggite", una malattia di pidocchi nucleari. Quando un ragazzino, Darrel Walsh, lo toccò tutti lo emarginarono, ma lui se ne liberò passando la malattia ad una persona toccandola, così inizio una guerra dove tutti passavano la Formaggite ad un altro e continuava; tuttavia un ragazzo diede la malattia a Dieter Muller, uno studente di scambio tedesco, che, per problemi di conversazione, se ne tornò nel suo paese portando con sé la malattia quindi il formaggio "attende" la sua prossima vittima. Greg incontra anche Angie, una ragazza, più matura dei suoi coetanei, che si isola dagli altri studenti per sopravvivere a cui il protagonista comunica la sua intenzione di diventare lo studente più popolare a scuola.
Il giorno successivo, Greg si iscrive per il wrestling, ma subisce perdite umilianti contro Fregley, uno strano emarginato, e Patty Farrell, l'arcinemica di Greg dall'asilo. Ad Halloween, mentre è fuori con Rowley, incontra degli adolescenti più grandi che fanno uno scherzo a quest'ultimo spruzzandolo con un estintore. Quando Greg minaccia di chiamare la polizia, gli adolescenti li inseguono a casa della nonna del protagonista, e alla fine riescono entrambi a fuggire dopo che uno di loro ha sfregiato il loro pick-up.
I ragazzi si iscrivono al servizio d'ordine nel tentativo di diventare popolari e provano per un concorso che offre a uno studente la possibilità di diventare il nuovo fumettista per il giornale scolastico. Dopo che Greg ha rotto il braccio di Rowley mentre i due amici giocavano insieme, quest'ultimo diventa estremamente popolare e vince la gara dei fumettisti, facendo diventare Greg geloso di lui. Durante un incarico di pattuglia di sicurezza, quest'ultimo entra nel panico quando incontra un pick-up identico a quello degli adolescenti di Halloween e nasconde i bambini in un cantiere. Viene notato da una vicina che lo scambia per Rowley il quale viene sospeso dal servizio d'ordine, ma alla fine Greg confessa a quest'ultimo di essere il responsabile. Sconvolto e sentendosi tradito dal fatto che l'amico non si sia assunto la responsabilità delle sue azioni, Rowley lo rimprovera per averlo messo nei guai e decide di porre fine alla loro amicizia.
Greg decide di perseguire la popolarità senza di lui unendosi alla presentazione teatrale della sua scuola del Mago di Oz. Ai provini, la voce soprano del protagonista gli fa guadagnare il ruolo di Dorothy, ma Patty minaccia l'insegnante affinché il ruolo venga assegnato a lei. Allora Greg si presenta come un albero, sperando di gettare mele sulla ragazza durante lo spettacolo, ma durante le prove, l’insegnante comunica che gli alberi non getteranno mele ma canteranno invece una canzone. Durante la performance, Greg si rifiuta di cantare mentre Rodrick sta registrando e inizia a lanciare mele a Patty, dopo che questa gli intima prepotentemente di cantare, e la serata termina nel caos.
Più tardi, il protagonista e sua madre Susan partecipano a una serata di ballo madre-figlio, nonostante la sua riluttanza. All'incoraggiamento della donna, Greg tenta di riconciliarsi con Rowley ma viene respinto. Sconsolato, può solo guardare quest'ultimo e sua madre esibirsi in una coreografia per Intergalactic e conquistare la folla.
Un giorno a scuola, Rowley e Greg hanno una discussione. Patty e gli altri ragazzi li costringono a combattere; tuttavia, nessuno di loro è bravo a combattere. Gli adolescenti di Halloween irrompono sulla scena, catturano i due amici e mandano via gli altri ragazzi, costringendo Rowley a mangiare il formaggio prima che questi vengano dileguati da un insegnante. Quando gli altri bambini notano che il formaggio è stato mangiato, Greg prende le difese di Rowley dicendo che è stato lui a mangiarlo e tiene un discorso davanti a tutta la scuola criticando tutte le assurdità dei loro comportamenti; tuttavia, i ragazzi scappano dato che ora il protagonista, avendo tenuto in mano il pezzo di formaggio durante il suo discorso, ha la Formaggite. Rowley è grato a Greg per aver preso le sue difese e i due ritornano amici e Angie, che ha assistito a tutto il teatrino, si congratula con il ragazzo per la prova di maturità.
Alla fine dell'anno scolastico, Rowley passa involontariamente (ma soddisfacentemente) la Formaggite a Patty Farrell e i due amici figurano alla pagina Preferiti della Classe dell'annuario scolastico come "Amici più carini".

## Produzione
Le riprese di Diario di una Schiappa sono state fatte a Vancouver e a New Westminster, in Canada, e sono state chiuse il 16 ottobre 2009. Lucas Cruikshank, meglio conosciuto per aver creato la serie web Fred, aveva fatto un provino per il ruolo di Greg Heffley. Anche se all'epoca aveva 17 anni, i membri dell'equipaggio rimasero impressionati dalla sua esibizione, ma era "troppo vecchio per il ruolo". Il ruolo è stato assegnato a Zachary Gordon, che era di 5 anni più giovane di Cruikshank. Cruikshank ne ha parlato sul suo canale YouTube ufficiale, che era in un video in cui parlava dei suoi ruoli cinematografici che non ha avuto.

## Promozione
Il trailer ufficiale di Wimpy Kid è stato distribuito viralmente il 21 gennaio 2010 ed è stato proiettato nelle sale con Tooth Fairy. Poco dopo è stato pubblicato un poster per il film. Un altro trailer è stato mostrato con Percy Jackson e gli dei dell'Olimpo - Il mare dei mostri. 
L'account ufficiale di Facebook di Wimpy Kid caricó tre clip del film partendo dal 1º marzo 2010.
Il trailer italiano ufficiale è stato pubblicato dalla 20th Century Fox Italia il 15 giugno 2011.

## Distribuzione
Il film, che è stato distribuito dalla 20th Century Fox, è uscito nei cinema statunitensi il 19 marzo 2010. 
Nel Regno Unito e in Irlanda il film è uscito nelle sale il 25 agosto seguente, mentre, in Italia, il 27 luglio 2011.
Il film è stato distribuito anche per DVD e Blu-ray dal 3 agosto 2010; inoltre è disponibile sulla piattaforma di streaming online Disney+.

## Accoglienza

### Incassi
A fronte di un budget di 15 milioni, il film ha incassato globalmente 75.7 milioni di dollari, di cui 64 nel Nord America (22 di questi nel primo fine settimana di programmazione) e i restati 11.7 milioni dal resto del mondo.
In Italia la pellicola ha incassato 391.000 euro di cui 187.000 nel primo dei sei weekend di proiezione.

## Riconoscimenti
- Young Artist Awards: miglior cast giovane (Zachary Gordon, Robert Capron, Devon Bostick, Chloë Grace Moretz, Laine MacNeil, Grayson Russell, Karan Brar, Alex Ferris)
- 4 Nomination ai Young Artist Awards: miglior attore in un film (Zachary Gordon); miglior attore non protagonista in un film (Robert Capron); miglior attore non protagonista in un lungometraggio (Alex Ferris); miglior attrice giovane non protagonista (Laine MacNeil)
- Nomination ai Kids Choice Awards 2011: miglior film

## Sequel
Il sequel è Diario di una schiappa 2 - La legge dei più grandi.